# 24 minuter
24 minuter var ett intervjuprogram som sändes varje vardag i två säsonger på bästa sändningstid i Sveriges Televisions kanal 24 klockan 20.03-20.30 samt i repris följande dag klockan 16.05 i SVT 1. I programmet intervjuades en aktuell person. Detta kompletterades med inslag hämtade ur SVT:s arkiv.
Första säsongens var Claes Elfsberg, Sonja Smederevac och till viss del Filip Struwe programledare. Andra säsongen övertog Rikard Palm, Zian Zandi och Elisabeth Hedborg programmet.
Det första programmet sändes den 24 februari 2003. Därefter sändes det i två säsonger innan det lämnade tablån.